# Agonia de Llum
Agonia de Llum és una antologia poètica pòstuma de Mercè Rodoreda amb poemes escrits durant l'exili i publicats per primera vegada l'any 2002. Un total de cent cinc poemes — 101 sonets i quatre cançons — la majoria inèdits, configuren un recull on Rodoreda es defineix a si mateixa com una "bestia literària".